# 1577
Portal Geschichte | Portal Biografien | Aktuelle Ereignisse | Jahreskalender | Tagesartikel

◄ |
15. Jahrhundert |
16. Jahrhundert
| 17. Jahrhundert | ►

◄ |
1540er |
1550er |
1560er |
1570er
| 1580er | 1590er | 1600er | ►

◄◄ |
◄ |
1573 |
1574 |
1575 |
1576 |
1577
| 1578 | 1579 | 1580 | 1581 | ► | ►►
Staatsoberhäupter  · Nekrolog   · Musikjahr
| Januar | Januar | Januar | Januar | Januar | Januar | Januar | Januar |
| Kw     | Mo     | Di     | Mi     | Do     | Fr     | Sa     | So     |
| ------ | ------ | ------ | ------ | ------ | ------ | ------ | ------ |
| 1      |        | 1      | 2      | 3      | 4      | 5      | 6      |
| 2      | 7      | 8      | 9      | 10     | 11     | 12     | 13     |
| 3      | 14     | 15     | 16     | 17     | 18     | 19     | 20     |
| 4      | 21     | 22     | 23     | 24     | 25     | 26     | 27     |
| 5      | 28     | 29     | 30     | 31     |        |        |        |

| Februar | Februar | Februar | Februar | Februar | Februar | Februar | Februar |
| Kw      | Mo      | Di      | Mi      | Do      | Fr      | Sa      | So      |
| ------- | ------- | ------- | ------- | ------- | ------- | ------- | ------- |
| 5       |         |         |         |         | 1       | 2       | 3       |
| 6       | 4       | 5       | 6       | 7       | 8       | 9       | 10      |
| 7       | 11      | 12      | 13      | 14      | 15      | 16      | 17      |
| 8       | 18      | 19      | 20      | 21      | 22      | 23      | 24      |
| 9       | 25      | 26      | 27      | 28      |         |         |         |

| März | März | März | März | März | März | März | März |
| Kw   | Mo   | Di   | Mi   | Do   | Fr   | Sa   | So   |
| ---- | ---- | ---- | ---- | ---- | ---- | ---- | ---- |
| 9    |      |      |      |      | 1    | 2    | 3    |
| 10   | 4    | 5    | 6    | 7    | 8    | 9    | 10   |
| 11   | 11   | 12   | 13   | 14   | 15   | 16   | 17   |
| 12   | 18   | 19   | 20   | 21   | 22   | 23   | 24   |
| 13   | 25   | 26   | 27   | 28   | 29   | 30   | 31   |

| April | April | April | April | April | April | April | April |
| Kw    | Mo    | Di    | Mi    | Do    | Fr    | Sa    | So    |
| ----- | ----- | ----- | ----- | ----- | ----- | ----- | ----- |
| 14    | 1     | 2     | 3     | 4     | 5     | 6     | 7     |
| 15    | 8     | 9     | 10    | 11    | 12    | 13    | 14    |
| 16    | 15    | 16    | 17    | 18    | 19    | 20    | 21    |
| 17    | 22    | 23    | 24    | 25    | 26    | 27    | 28    |
| 18    | 29    | 30    |       |       |       |       |       |

| Mai | Mai | Mai | Mai | Mai | Mai | Mai | Mai |
| Kw  | Mo  | Di  | Mi  | Do  | Fr  | Sa  | So  |
| 18  |     |     | 1   | 2   | 3   | 4   | 5   |
| 19  | 6   | 7   | 8   | 9   | 10  | 11  | 12  |
| 20  | 13  | 14  | 15  | 16  | 17  | 18  | 19  |
| 21  | 20  | 21  | 22  | 23  | 24  | 25  | 26  |
| 22  | 27  | 28  | 29  | 30  | 31  |     |     |
| --- | --- | --- | --- | --- | --- | --- | --- |

| Juni | Juni | Juni | Juni | Juni | Juni | Juni | Juni |
| Kw   | Mo   | Di   | Mi   | Do   | Fr   | Sa   | So   |
| ---- | ---- | ---- | ---- | ---- | ---- | ---- | ---- |
| 22   |      |      |      |      |      | 1    | 2    |
| 23   | 3    | 4    | 5    | 6    | 7    | 8    | 9    |
| 24   | 10   | 11   | 12   | 13   | 14   | 15   | 16   |
| 25   | 17   | 18   | 19   | 20   | 21   | 22   | 23   |
| 26   | 24   | 25   | 26   | 27   | 28   | 29   | 30   |

| Juli | Juli | Juli | Juli | Juli | Juli | Juli | Juli |
| Kw   | Mo   | Di   | Mi   | Do   | Fr   | Sa   | So   |
| ---- | ---- | ---- | ---- | ---- | ---- | ---- | ---- |
| 27   | 1    | 2    | 3    | 4    | 5    | 6    | 7    |
| 28   | 8    | 9    | 10   | 11   | 12   | 13   | 14   |
| 29   | 15   | 16   | 17   | 18   | 19   | 20   | 21   |
| 30   | 22   | 23   | 24   | 25   | 26   | 27   | 28   |
| 31   | 29   | 30   | 31   |      |      |      |      |

| August | August | August | August | August | August | August | August |
| Kw     | Mo     | Di     | Mi     | Do     | Fr     | Sa     | So     |
| ------ | ------ | ------ | ------ | ------ | ------ | ------ | ------ |
| 31     |        |        |        | 1      | 2      | 3      | 4      |
| 32     | 5      | 6      | 7      | 8      | 9      | 10     | 11     |
| 33     | 12     | 13     | 14     | 15     | 16     | 17     | 18     |
| 34     | 19     | 20     | 21     | 22     | 23     | 24     | 25     |
| 35     | 26     | 27     | 28     | 29     | 30     | 31     |        |

| September | September | September | September | September | September | September | September |
| Kw        | Mo        | Di        | Mi        | Do        | Fr        | Sa        | So        |
| --------- | --------- | --------- | --------- | --------- | --------- | --------- | --------- |
| 35        |           |           |           |           |           |           | 1         |
| 36        | 2         | 3         | 4         | 5         | 6         | 7         | 8         |
| 37        | 9         | 10        | 11        | 12        | 13        | 14        | 15        |
| 38        | 16        | 17        | 18        | 19        | 20        | 21        | 22        |
| 39        | 23        | 24        | 25        | 26        | 27        | 28        | 29        |
| 40        | 30        |           |           |           |           |           |           |

| Oktober | Oktober | Oktober | Oktober | Oktober | Oktober | Oktober | Oktober |
| Kw      | Mo      | Di      | Mi      | Do      | Fr      | Sa      | So      |
| ------- | ------- | ------- | ------- | ------- | ------- | ------- | ------- |
| 40      |         | 1       | 2       | 3       | 4       | 5       | 6       |
| 41      | 7       | 8       | 9       | 10      | 11      | 12      | 13      |
| 42      | 14      | 15      | 16      | 17      | 18      | 19      | 20      |
| 43      | 21      | 22      | 23      | 24      | 25      | 26      | 27      |
| 44      | 28      | 29      | 30      | 31      |         |         |         |

| November | November | November | November | November | November | November | November |
| Kw       | Mo       | Di       | Mi       | Do       | Fr       | Sa       | So       |
| -------- | -------- | -------- | -------- | -------- | -------- | -------- | -------- |
| 44       |          |          |          |          | 1        | 2        | 3        |
| 45       | 4        | 5        | 6        | 7        | 8        | 9        | 10       |
| 46       | 11       | 12       | 13       | 14       | 15       | 16       | 17       |
| 47       | 18       | 19       | 20       | 21       | 22       | 23       | 24       |
| 48       | 25       | 26       | 27       | 28       | 29       | 30       |          |

| Dezember | Dezember | Dezember | Dezember | Dezember | Dezember | Dezember | Dezember |
| Kw       | Mo       | Di       | Mi       | Do       | Fr       | Sa       | So       |
| -------- | -------- | -------- | -------- | -------- | -------- | -------- | -------- |
| 48       |          |          |          |          |          |          | 1        |
| 49       | 2        | 3        | 4        | 5        | 6        | 7        | 8        |
| 50       | 9        | 10       | 11       | 12       | 13       | 14       | 15       |
| 51       | 16       | 17       | 18       | 19       | 20       | 21       | 22       |
| 52       | 23       | 24       | 25       | 26       | 27       | 28       | 29       |
| 1        | 30       | 31       |          |          |          |          |          |

| Januar | Januar | Januar | Januar | Januar | Januar | Januar | Januar |
| Kw     | Mo     | Di     | Mi     | Do     | Fr     | Sa     | So     |
| ------ | ------ | ------ | ------ | ------ | ------ | ------ | ------ |
| 1      |        | 1      | 2      | 3      | 4      | 5      | 6      |
| 2      | 7      | 8      | 9      | 10     | 11     | 12     | 13     |
| 3      | 14     | 15     | 16     | 17     | 18     | 19     | 20     |
| 4      | 21     | 22     | 23     | 24     | 25     | 26     | 27     |
| 5      | 28     | 29     | 30     | 31     |        |        |        |

| Februar | Februar | Februar | Februar | Februar | Februar | Februar | Februar |
| Kw      | Mo      | Di      | Mi      | Do      | Fr      | Sa      | So      |
| ------- | ------- | ------- | ------- | ------- | ------- | ------- | ------- |
| 5       |         |         |         |         | 1       | 2       | 3       |
| 6       | 4       | 5       | 6       | 7       | 8       | 9       | 10      |
| 7       | 11      | 12      | 13      | 14      | 15      | 16      | 17      |
| 8       | 18      | 19      | 20      | 21      | 22      | 23      | 24      |
| 9       | 25      | 26      | 27      | 28      |         |         |         |

| März | März | März | März | März | März | März | März |
| Kw   | Mo   | Di   | Mi   | Do   | Fr   | Sa   | So   |
| ---- | ---- | ---- | ---- | ---- | ---- | ---- | ---- |
| 9    |      |      |      |      | 1    | 2    | 3    |
| 10   | 4    | 5    | 6    | 7    | 8    | 9    | 10   |
| 11   | 11   | 12   | 13   | 14   | 15   | 16   | 17   |
| 12   | 18   | 19   | 20   | 21   | 22   | 23   | 24   |
| 13   | 25   | 26   | 27   | 28   | 29   | 30   | 31   |

| April | April | April | April | April | April | April | April |
| Kw    | Mo    | Di    | Mi    | Do    | Fr    | Sa    | So    |
| ----- | ----- | ----- | ----- | ----- | ----- | ----- | ----- |
| 14    | 1     | 2     | 3     | 4     | 5     | 6     | 7     |
| 15    | 8     | 9     | 10    | 11    | 12    | 13    | 14    |
| 16    | 15    | 16    | 17    | 18    | 19    | 20    | 21    |
| 17    | 22    | 23    | 24    | 25    | 26    | 27    | 28    |
| 18    | 29    | 30    |       |       |       |       |       |

| Mai | Mai | Mai | Mai | Mai | Mai | Mai | Mai |
| Kw  | Mo  | Di  | Mi  | Do  | Fr  | Sa  | So  |
| 18  |     |     | 1   | 2   | 3   | 4   | 5   |
| 19  | 6   | 7   | 8   | 9   | 10  | 11  | 12  |
| 20  | 13  | 14  | 15  | 16  | 17  | 18  | 19  |
| 21  | 20  | 21  | 22  | 23  | 24  | 25  | 26  |
| 22  | 27  | 28  | 29  | 30  | 31  |     |     |
| --- | --- | --- | --- | --- | --- | --- | --- |

| Juni | Juni | Juni | Juni | Juni | Juni | Juni | Juni |
| Kw   | Mo   | Di   | Mi   | Do   | Fr   | Sa   | So   |
| ---- | ---- | ---- | ---- | ---- | ---- | ---- | ---- |
| 22   |      |      |      |      |      | 1    | 2    |
| 23   | 3    | 4    | 5    | 6    | 7    | 8    | 9    |
| 24   | 10   | 11   | 12   | 13   | 14   | 15   | 16   |
| 25   | 17   | 18   | 19   | 20   | 21   | 22   | 23   |
| 26   | 24   | 25   | 26   | 27   | 28   | 29   | 30   |

| Juli | Juli | Juli | Juli | Juli | Juli | Juli | Juli |
| Kw   | Mo   | Di   | Mi   | Do   | Fr   | Sa   | So   |
| ---- | ---- | ---- | ---- | ---- | ---- | ---- | ---- |
| 27   | 1    | 2    | 3    | 4    | 5    | 6    | 7    |
| 28   | 8    | 9    | 10   | 11   | 12   | 13   | 14   |
| 29   | 15   | 16   | 17   | 18   | 19   | 20   | 21   |
| 30   | 22   | 23   | 24   | 25   | 26   | 27   | 28   |
| 31   | 29   | 30   | 31   |      |      |      |      |

| August | August | August | August | August | August | August | August |
| Kw     | Mo     | Di     | Mi     | Do     | Fr     | Sa     | So     |
| ------ | ------ | ------ | ------ | ------ | ------ | ------ | ------ |
| 31     |        |        |        | 1      | 2      | 3      | 4      |
| 32     | 5      | 6      | 7      | 8      | 9      | 10     | 11     |
| 33     | 12     | 13     | 14     | 15     | 16     | 17     | 18     |
| 34     | 19     | 20     | 21     | 22     | 23     | 24     | 25     |
| 35     | 26     | 27     | 28     | 29     | 30     | 31     |        |

| September | September | September | September | September | September | September | September |
| Kw        | Mo        | Di        | Mi        | Do        | Fr        | Sa        | So        |
| --------- | --------- | --------- | --------- | --------- | --------- | --------- | --------- |
| 35        |           |           |           |           |           |           | 1         |
| 36        | 2         | 3         | 4         | 5         | 6         | 7         | 8         |
| 37        | 9         | 10        | 11        | 12        | 13        | 14        | 15        |
| 38        | 16        | 17        | 18        | 19        | 20        | 21        | 22        |
| 39        | 23        | 24        | 25        | 26        | 27        | 28        | 29        |
| 40        | 30        |           |           |           |           |           |           |

| Oktober | Oktober | Oktober | Oktober | Oktober | Oktober | Oktober | Oktober |
| Kw      | Mo      | Di      | Mi      | Do      | Fr      | Sa      | So      |
| ------- | ------- | ------- | ------- | ------- | ------- | ------- | ------- |
| 40      |         | 1       | 2       | 3       | 4       | 5       | 6       |
| 41      | 7       | 8       | 9       | 10      | 11      | 12      | 13      |
| 42      | 14      | 15      | 16      | 17      | 18      | 19      | 20      |
| 43      | 21      | 22      | 23      | 24      | 25      | 26      | 27      |
| 44      | 28      | 29      | 30      | 31      |         |         |         |

| November | November | November | November | November | November | November | November |
| Kw       | Mo       | Di       | Mi       | Do       | Fr       | Sa       | So       |
| -------- | -------- | -------- | -------- | -------- | -------- | -------- | -------- |
| 44       |          |          |          |          | 1        | 2        | 3        |
| 45       | 4        | 5        | 6        | 7        | 8        | 9        | 10       |
| 46       | 11       | 12       | 13       | 14       | 15       | 16       | 17       |
| 47       | 18       | 19       | 20       | 21       | 22       | 23       | 24       |
| 48       | 25       | 26       | 27       | 28       | 29       | 30       |          |

| Dezember | Dezember | Dezember | Dezember | Dezember | Dezember | Dezember | Dezember |
| Kw       | Mo       | Di       | Mi       | Do       | Fr       | Sa       | So       |
| -------- | -------- | -------- | -------- | -------- | -------- | -------- | -------- |
| 48       |          |          |          |          |          |          | 1        |
| 49       | 2        | 3        | 4        | 5        | 6        | 7        | 8        |
| 50       | 9        | 10       | 11       | 12       | 13       | 14       | 15       |
| 51       | 16       | 17       | 18       | 19       | 20       | 21       | 22       |
| 52       | 23       | 24       | 25       | 26       | 27       | 28       | 29       |
| 1        | 30       | 31       |          |          |          |          |          |

## Ereignisse

### Politik und Weltgeschehen

#### Nord- und Osteuropa

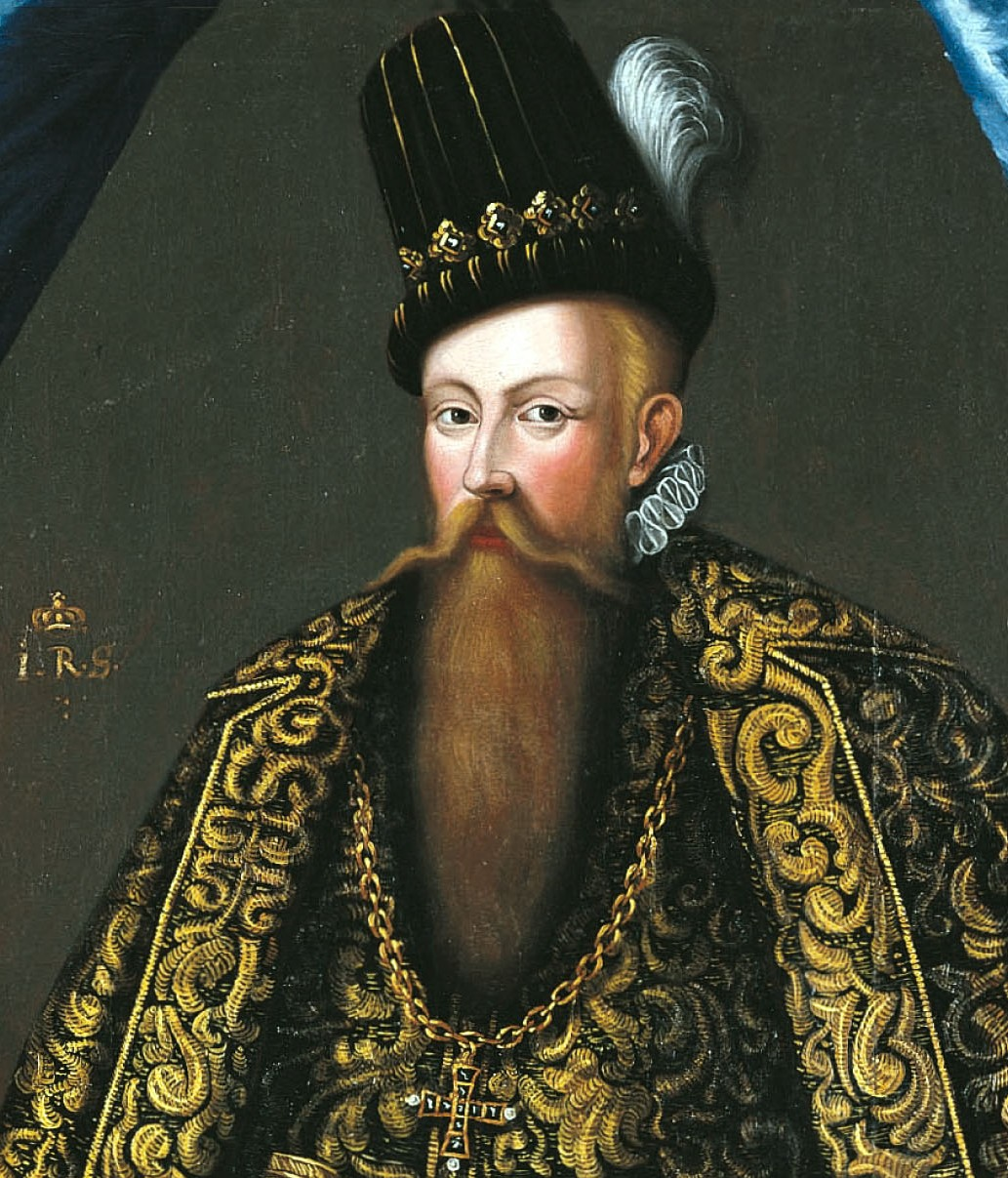
Der regierende König Johann III. von Schweden, der Erik XIV. bis zu seinem Tod in Schloss Örbyhus gefangengehalten hat

- 26. Februar: Der bereits 1568 abgesetzte schwedische König Erik XIV. stirbt nach über achtjähriger Gefangenschaft. Die Gefahr eines erneuten Thronwechsels in Schweden ist damit gebannt. Möglicherweise ist der Tod Eriks auf einen Befehl des regierenden Königs Johann III. zurückzuführen, den früheren König bei Anzeichen eines Befreiungsversuchs zu ermorden.
- Dezember: Der Danziger Krieg endet durch einen Friedensvertrag unter brandenburgischer Vermittlung. Die Stadt Danzig, die einer monatelangen Belagerung erfolgreich widerstanden hat, muss zwar formell dem König von Polen huldigen, behält aber alle ihre Privilegien und erhält eine einer Hansestadt vergleichbare Stellung an der Ostsee. Der Widerstand der stark befestigten Stadt konnte trotz der Niederlage eines Danziger Bürgerheeres in der Schlacht bei Lübschau im April und eine sich anschließende dreimonatige Belagerung der Stadt von Juni bis September nicht gebrochen werden.

#### Süd- und Westeuropa
- 4. Juni: Alvise Mocenigo I. stirbt. Zu seinem Nachfolger als Doge von Venedig wird der 81-jährige Sebastiano Venier gewählt. Papst Gregor XIII. verleiht dem neuen Dogen als besondere Auszeichnung die Goldene Rose.
- September: Der Sechste Hugenottenkrieg, der hauptsächlich aus diplomatischen Manövern bestand, endet mit dem Frieden von Bergerac.
- Die Osmanen beginnen mit der Belagerung der kroatischen Festung Gvozdansko.

#### Heiliges Römisches Reich
- 21. Januar: Heinrich von Reuschenberg wird zum Landkomtur der Ballei Alden Biesen bestellt und damit zum Leiter der größten Deutschordenskommende im Nordwesten Europas.
- Die Gemeinschaft der freien uradligen Herren des Heiligen Römischen Reichs wird in drei Ritterkreise zusammengefasst.

#### Entdeckungsfahrten und Kolonien

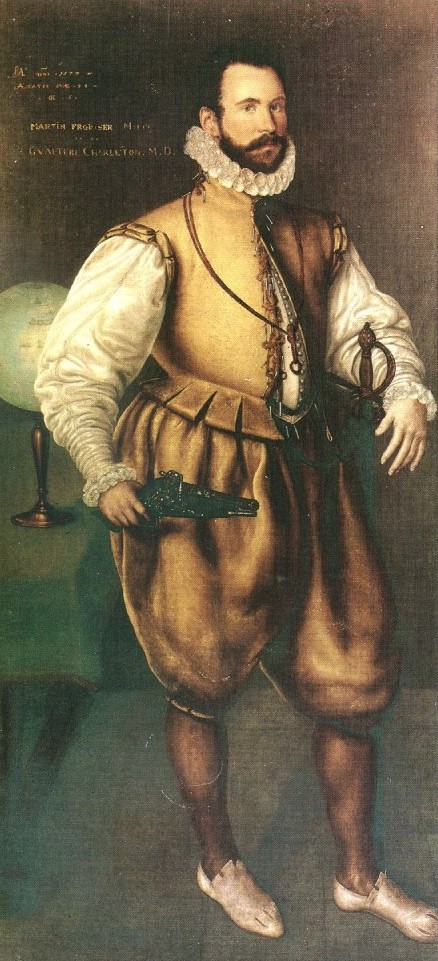
Martin Frobisher

- 26. Mai: Martin Frobishers zweite Reise in die Arktis auf der Suche nach der Nordwestpassage beginnt. Er kehrt ohne Erfolg am 23. September zurück.
- 13. Dezember: Nach einem Fehlstart am 15. November bricht Sir Francis Drake von Plymouth aus zu seiner Weltumsegelung auf.
- 27. Dezember: Die Expedition von Francis Drake erreicht die Insel Mogador vor der marokkanischen Atlantikküste.
- Die mexikanische Stadt Saltillo wird gegründet.

### Wirtschaft
- Die Brauerei im Schloss Söldenau in Bayern wird gegründet.

### Wissenschaft und Technik

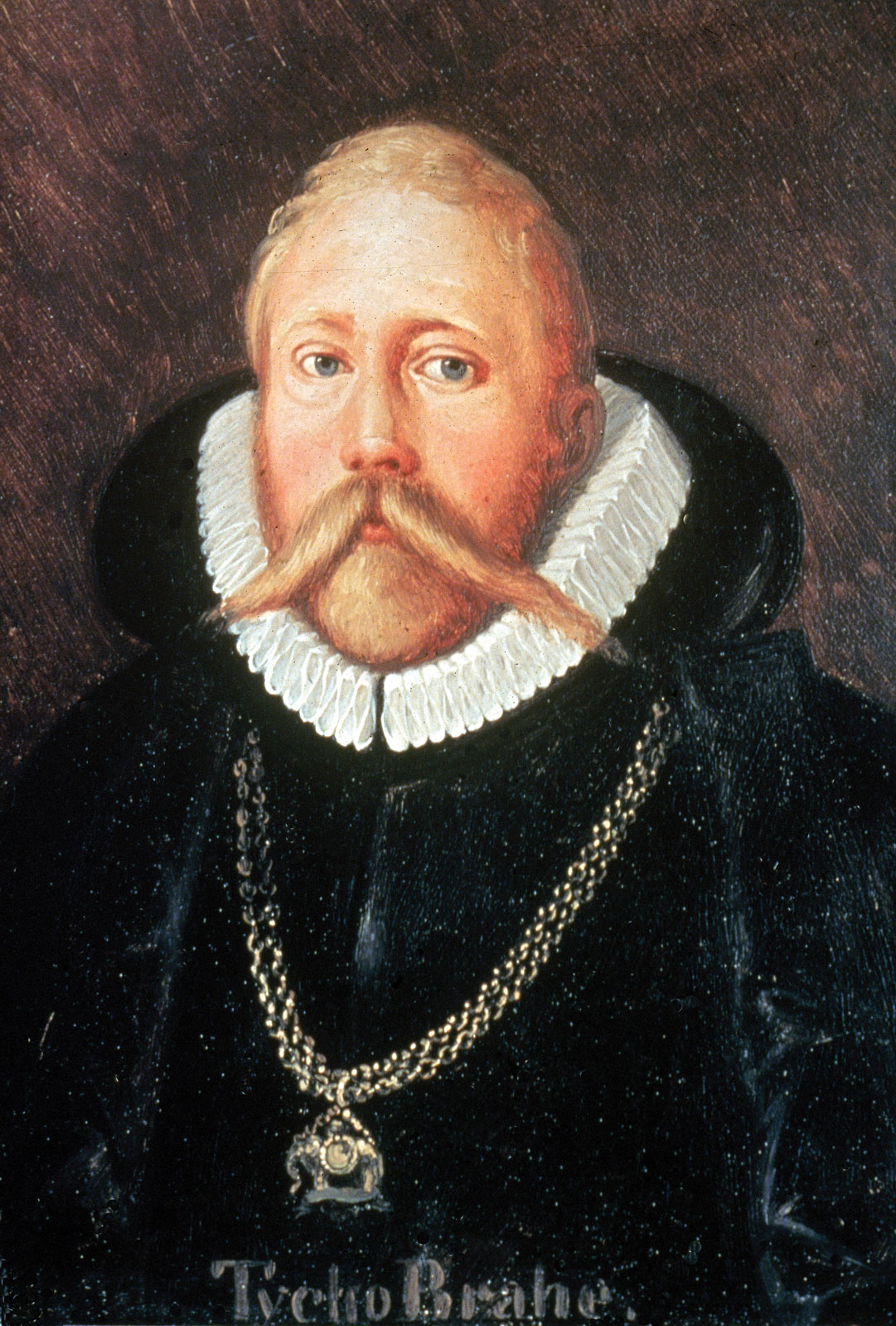
Tycho Brahe

- Zahlreiche Astronomen, unter ihnen Tycho Brahe, beschreiben das Erscheinen und den Verlauf des Kometen von 1577. Tycho Brahe erkennt dabei durch Messung der Parallaxe, dass es sich bei dem Kometen nicht wie bei Aristoteles postuliert um einen Photometeor in der Erdatmosphäre, sondern um ein ferneres Gebilde handeln muss.
- Der Kartograf Gottfried Mascop fertigt im Auftrag des Mainzer Fürstbischofs Daniel Brendel von Homburg einen Atlas des Erzstifts Mainz.

### Kultur

#### Bildende Kunst
- Der Maler Federico Zuccari gründet zusammen mit Kardinal Federico Borromeo die Accademia di San Luca in Rom, die älteste Kunsthochschule Europas. Zuccari wird deren erster Präsident. Zu den Gründungsmitgliedern gehört auch Girolamo Muziano.
- Der griechische Maler El Greco siedelt von Rom nach Madrid, später nach Toledo um.

### Religion

#### Christentum
- Nach dem Rücktritt von Salentin von Isenburg wird Gebhard I. von Waldburg neuer Erzbischof von Köln und damit Kurfürst im Deutschen Reich.
- Auf Veranlassung des Kurfürsten August von Sachsen wird die Konkordienformel als letzte Bekenntnisschrift der lutherischen Kirche erstellt. Dies bringt auch einen Ausgleich im Zweiten Abendmahlsstreit zwischen den Gruppen der Gnesiolutheraner und der Philippisten.

#### Sikhismus
- Amritsar, das heutige Zentrum des Sikhismus, wird von Guru Ram Das gegründet. Sein Sohn und Nachfolger Arjan Dev beginnt wenige Jahre später mit dem Bau des Goldenen Tempels.

## Historische Karten und Ansichten

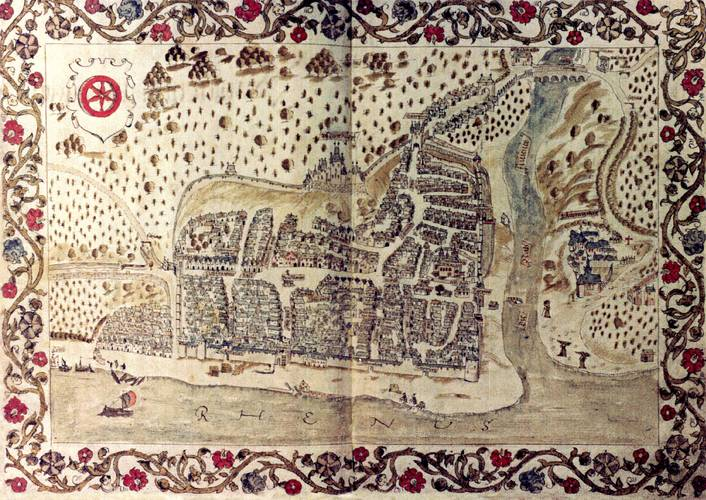
Stadtplan von Bingen am Rhein

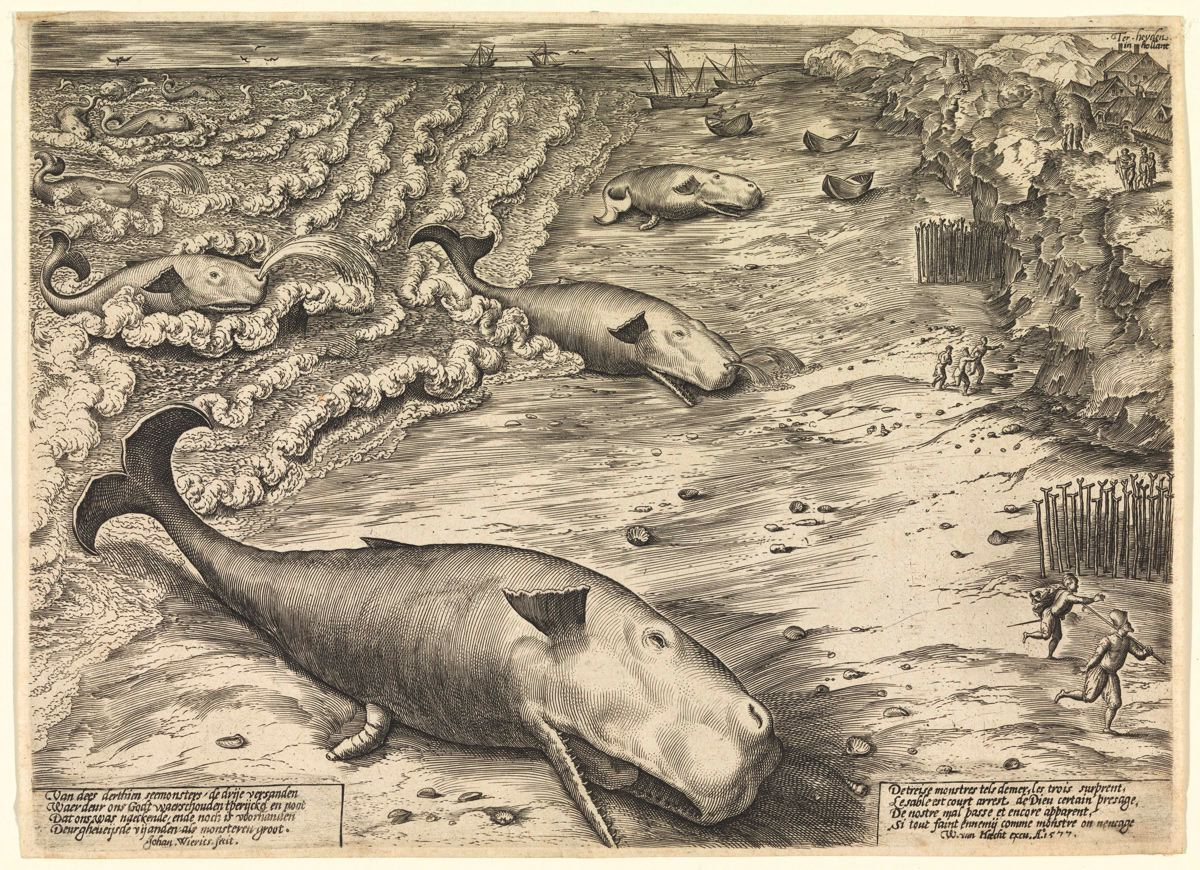
Jan Wierix: Drei gestrandete Wale

## Geboren

### Erstes Halbjahr
- 16. Januar: Gottfried zu Castell-Rüdenhausen, Herrscher der Grafschaft Castell († 1635)
- 06. Februar: Beatrice Cenci, römische Patrizierin († 1599)
- 08. Februar: Robert Burton, englischer Schriftsteller († 1640)
- 12. Februar: Dorothea Augusta von Braunschweig-Wolfenbüttel, Äbtissin des Stiftes Gandersheim († 1625)
- 16. Februar: Thomas Lansius, deutscher Jurist († 1657)
- 17. Februar: August, Herzog von Sachsen-Lauenburg († 1656)
- 03. März: Nicolas Trigault, Mitglied der Societas Jesu und französischer Missionar († 1628)
- 26. März: Elisabeth von Oranien-Nassau, Herzogin von Bouillon und Regentin des unabhängigen Fürstentums Sedan († 1642)
- 24. März: Franz, Herzog von Pommern-Stettin und Bischof von Cammin († 1620)
- 29. März: Johann Ulrich Pregizer I., deutscher Theologe, Hochschullehrer, Kanzler der Universität Tübingen († 1656)
- 07. April: Thomas Sagittarius, deutscher Philologe, philosophischer Logiker und Pädagoge († 1621)
- 12. April: Christian IV., König von Dänemark und Norwegen († 1648)
- 03. Mai: Johann Günther II., Graf von Schwarzburg-Sondershausen († 1631)
- 12. Juni: Paul Guldin, Astronom und Professor für Mathematik in Graz und Wien († 1643)

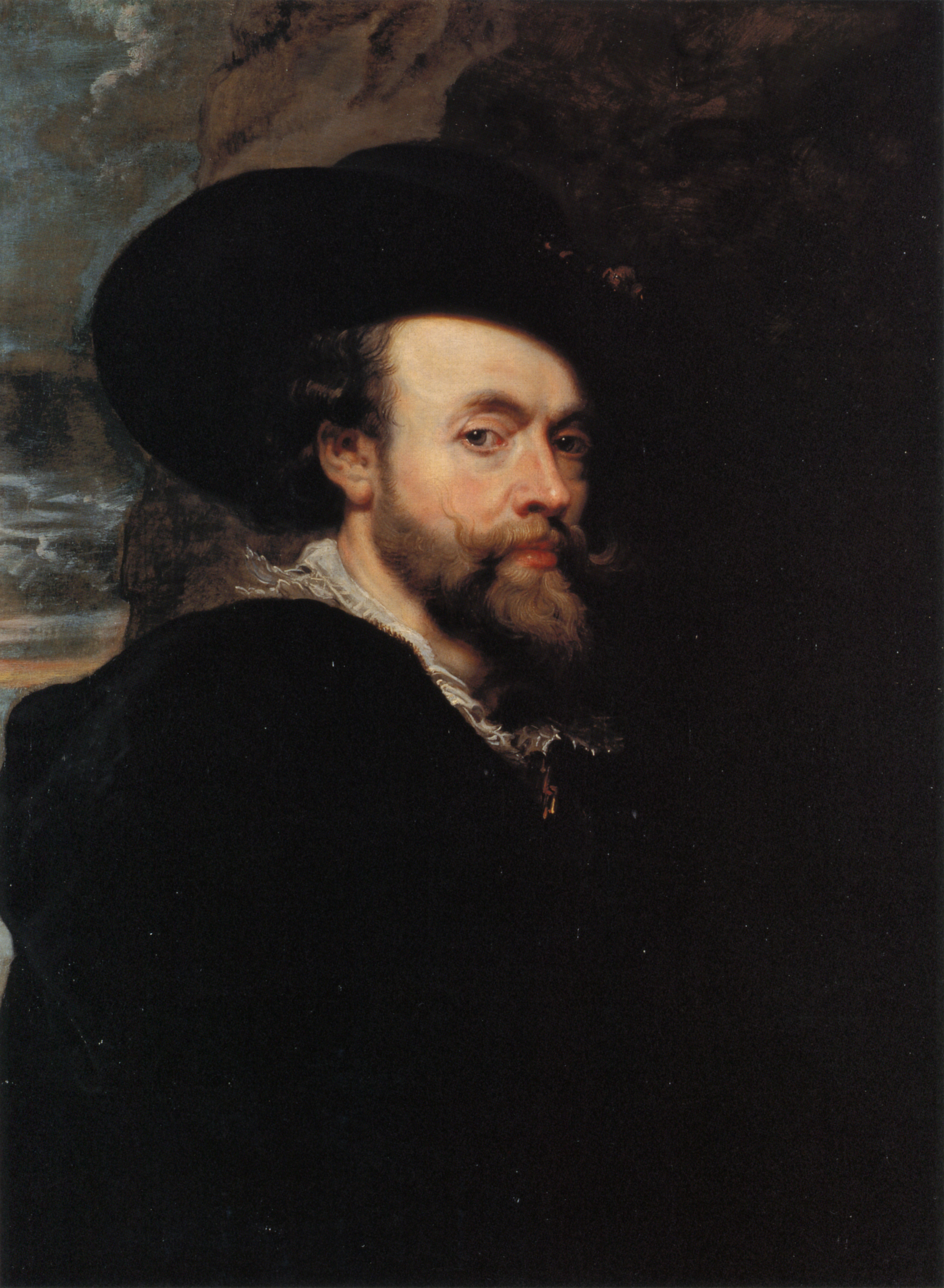
Peter Paul Rubens

- 28. oder 29. Juni: Peter Paul Rubens, Maler flämischer Herkunft († 1640)
- 29. Juni: Johann Merck, deutscher Pädagoge († 1658)

### Zweites Halbjahr
- 07. Juli: Adolf von Tecklenburg, Graf von Tecklenburg († 1623)
- 09. Juli: Thomas West, 3. Baron De La Warr, Gouverneur der englischen Kolonie Virginia († 1618)
- 19. Juli: Johannes Oettinger, deutscher Geograf, Kartograf und Geodät († 1633)
- 18. August: Ambrosius Rhode, deutscher Mathematiker, Astronom und Mediziner († 1633)
- 06. September: Pietro Tacca, italienischer Architekt, Bildhauer und Bronzegießer († 1640)
- 22. September: Christoph Besold, deutscher Jurist und Staatsgelehrter († 1638)
- 24. September: Johann Casimir, Graf von Nassau-Weilburg († 1602)
- 24. September: Ludwig V., Landgraf von Hessen-Darmstadt († 1626)
- 01. Oktober: Ehrengard von Isenburg, Grafin von Hanau-Münzenberg-Schwarzenfels († 1637)
- 06. Oktober: Ferdinand von Bayern, Erzbischof von Köln, Bischof von Münster († 1650)
- 17. Oktober: Cristofano Allori, italienischer Maler († 1621)
- 04. November: Père Joseph, französischer Kapuziner († 1638)
- 09. November: Rudolf Amsinck, deutscher Kaufmann und Hamburger Ratsherr († 1636)
- 10. November: Jacob Cats, niederländischer Dichter und Politiker († 1660)
- 15. November: Piet Pieterszoon Heyn, holländischer Freibeuter († 1629)
- 16. Dezember: Johann Georg von Brandenburg, Herzog von Jägerndorf und Administrator des Bistums Straßburg († 1624)

### Genaues Geburtsdatum unbekannt
- Stefano Bernardi, italienischer Komponist und Musiktheoretiker († 1637)
- Nur Jahan, 20. und letzte Gemahlin des indischen Großmoguln Jahangir († 1645)
- Samuel Purchas, englischer Geistlicher und Herausgeber von Reiseliteratur († 1626)
- Erasmus Sartorius, deutscher Komponist, Organist, Musikschriftsteller und Poet († 1637)

## Gestorben

### Erstes Halbjahr
- 14. Januar: Jakob Bagge, norwegischer Seeoffizier und Admiral der Schwedischen Marine (* 1502)
- 26. Februar: Erik XIV., König von Schweden von 1560 bis 1568 (* 1533)
- 06. März: Rémy Belleau, französischer Schriftsteller (* 1528)
- 23. März: Karl II., Markgraf von Baden-Durlach (* 1529)
- 13. April: Konrad Hubert, deutscher evangelischer Theologe und Reformator (* 1507)
- 21. April: Diogo Rodrigues, portugiesischer Seefahrer, Entdecker und Kolonialherr in Indien (* um 1500)
- 06. Mai: Johann Placotomus, deutscher Mediziner und Pädagoge (* 1514)

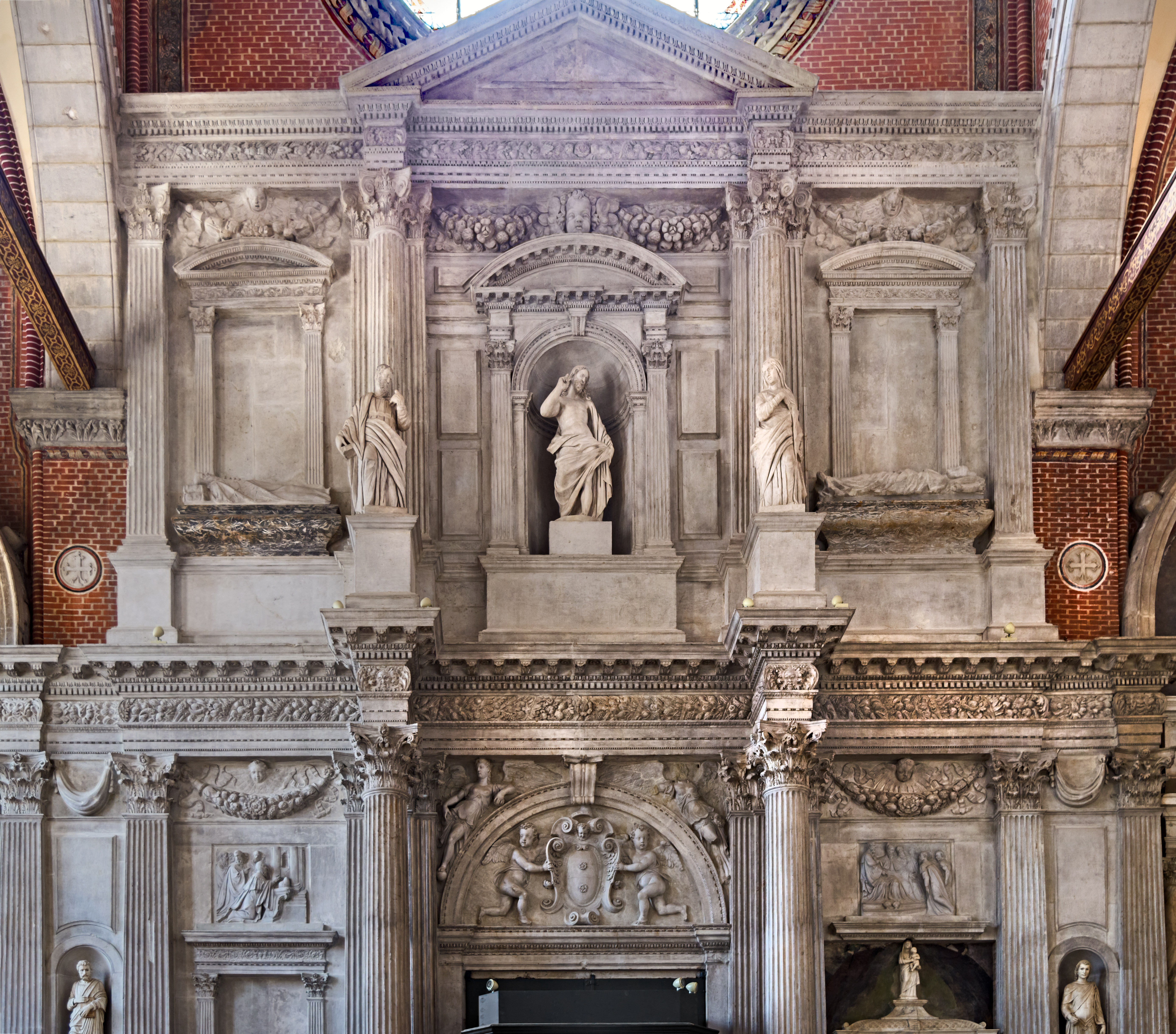
Grabmal von Alvise Mocenigo

- 04. Juni: Alvise Mocenigo I., Doge von Venedig (* 1507)
- 07. Juni: Daniel, Graf von Waldeck-Wildungen (* 1530)
- 12. Juni: Nicolas de Lorraine, Herzog von Mercoeur (* 1524)
- 29. Juni: Devlet Giray, Khan der Krim (* 1512)

### Zweites Halbjahr
- 08. Juli: Veit II. von Würtzburg, Fürstbischof von Bamberg
- 31. Juli: Johannes Anglicus, evangelischer Theologe und Kirchenliedkomponist (* 1502)
- 11. August: Hartmann Beyer, deutscher Mathematiker, Theologe und Reformator (* 1516)
- 12. August: Thomas Smith, englischer Diplomat (* 1513)
- 07. September: Maria von Portugal, Erbprinzessin von Parma und Piacenza (* 1538)
- 11. September: Pedro de Villagra y Martínez, spanischer Soldat und Gouverneur von Chile (* 1513)
- 27. September: Diego de Covarrubias y Leyva, spanischer Kirchenjurist und Humanist (* 1512)
- 06. Oktober: Abraham Ulrich, deutscher evangelischer Theologe (* 1526)
- 07. Oktober: George Gascoigne, englischer Dichter (* um 1525)
- 10. Oktober: Maria von Portugal, Infantin von Portugal, Patronin der Literatur und Künste (* 1521)
- 03. November: Margareta von Brandenburg, Herzogin von Pommern und Fürstin von Anhalt (* 1511)
- 18. November: Sebastian Schertlin von Burtenbach, deutscher Landsknechtsführer (* 1496)
- 19. November: Matsunaga Hisahide, japanischer Daimyo (* 1510)
- 24. November: Ismail II., safawidischer Schah des Iran (* 1537)
- 24. November: Erasmus Ebner, deutscher Diplomat, Gelehrter und Staatsmann (* 1511)
- 30. November: Cuthbert Mayne, englischer katholischer Priester und Märtyrer (* 1543/44)
- 04. Dezember: Achilles Pirminius Gasser, deutscher Historiker, Arzt, Medizinschriftsteller und Astrologe (* 1505)
- 08. Dezember: Melchor Bravo de Saravia, spanischer Vizekönig von Peru und Gouverneur von Chile (* 1512)
- 18. Dezember: Anna von Sachsen, Gräfin von Nassau-Oranien (* 1544)

### Genaues Todesdatum unbekannt
- Benjamin Gonson, Schatzmeister der englischen Marine
- Hemmann Haberer, Landschreiber und Bühnenautor im Kanton Bern (* 1505)
- Wenzel Albin von Helfenburg, Archivar und Kanzler der Herren von Rosenberg (* um 1500)